# نساء ضائعات (فلم)
نساء ضائعات فيلم دراما مصري للمخرج حسام الدين مصطفى عام 1975، كتب السيناريو والحوار فيصل ندا وكتب مخرج الفيلم السيناريو. تمت صناعة الفيلم وتصويره في لبنان وقام بالبطولة سميرة أحمد، حسن يوسف، نيللي، عادل أدهم، ناهد يسري، وعصمت محمود  وتدور الأحداث حول الطبيب الشاب، الثري، حديث التخرج، ماجد الذي يقع في حب مريضة غامضة ويتخلى عن حب خطيبته المخلصة. صدر الفيلم إلى دور العرض اللبنانية تحت عنوان "نساء بلا غد".
صدر الفيلم إلى دور العرض المصرية في 21 أبريل 1975، عرض بدار سينما ميامى بالقاهرة.
منح موقع قاعدة بيانات الأفلام العربية "السينما.كوم" الفيلم درجة 4.6/ 10.

## طاقم التمثيل
سميرة أحمد: في دور ياسمين (المريضة بداء القلب)
حسن يوسف: في دور ماجد (الدكتور ومالك مستشفى بيطار)  
نيللي: في دور شهيرة  
عادل أدهم: في دور حازم فودة (تاجر ثري وزوج شهيرة)
ناهد يسري: في دور مايسة (خطيبة الدكتور ماجد)
عصمت محمود: في دور الهام (صديقة شهيرة)
غسان مطر: في دور محقق الشرطة
بالاشتراك مع: علي دياب 

## أحداث الفيلم
يعيش الشاب الثري ماجد (حسن يوسف)، في بيروت، حياة مرفهة سعيدة فهو على وشك التخرج من كلية الطب ويمتلك مستشفى خاص، "مستشفى بيطار"،  وله خطيبة جميلة، مايسة (ناهد يسري)، تحبه وتخلص له. يصطحب ماجد خطيبته إلى "مزار سيدة حريصا" حيث يوقد بعض زوار هذا المزار الشموع للسيدة العذراء مع الدعاء والرجاء. يشاهد ماجد سيدة تمسك بشمعة بيضاء وتترنح حتى تكاد تسقط، ويسارع ماجد لنجدتها وحملها إلى مستشفاه، وهناك يعرف أنها تدعى ياسمين (سميرة أحمد) وأنها مصابة بمرض تضخم عضلة القلب وأنها معرضة للموت. يتحدث ماجد مع ياسمين ليكتشف يأسها من الشفاء ورغبتها في الموت، ويبدأ في محاولة إدخال الأمل والشعور بحلاوة الحياة لعقلها وروحها. يتمادى ماجد في التقرب من ياسمين مما يغضب خطيبته مايسة ويدفعها لزيارة المستشفى والانفراد بالمريضة ومصارحتها بشكوكها حول ما تعتقده مايسة من محاولة ياسمسن الإيقاع بالطبيب الشاب الثري عن طريق التعاطف الذي ينقلب إلى حب. تلوذ ياسمين بالهرب من المستشفى ويعرف ماجد بزيارة مايسة لها ودفعها للهرب مما يجعله في ثورته بلطم خطيبته على وجهها. يقوم ماجد بالبحث عن ياسمين في كل المستشفيات وأقسام الشرطة ويفشل، ويدرك أنه فقد أثرها إلى الأبد. يصطدم ماجد بسيارة مسرعة تقودها شابة جميلة ويحاول أن يعاتبها على قيادتها السريعة ولكنها لا ترد بكلمة واحدة، ويترك لها بطاقة تحمل أسمه وأرقام مستشفى بيطار وهو يؤكد لها أنها إذا واصلت القيادة بسرعة سوف تحتاج مستشفاه في القريب. تعود الشابة الجميلة، شهيرة (نيللي)، إلى بيتها الفاخر وهناك يأتي زوجها التاجر الثري "حازم فودة" (عادل أدهم) يحمل لها قطعة رائعة من المجوهرات تضيفها إلى مجموعتها وهي ترى أن هذه المجوهرات هي ثمن بسيط لثلاثة سنوات قضتها في بيت هذا الزوج الثري والعاجز جنسياً تماماً. تهرب شهيرة من فراش زوجها وهي تبكي وهو يطلب منها منحه فرصة أطول بينما تصرخ باكية أنها لا تريد كل ثروته التي لن تعوضها عن حياة سعيدة مثل باقي الزوجات. يسافر حازم إلى سويسرا وتلتقي شهيرة بصديقتها الهام (عصمت محمود) التي لا تستطيع أن تفهم شكوى شهيرة من الضيق واليأس وهي زوجة رجل ثري تحسدها كل السيدات على حياتها المرفهة، وتطلب شهيرة أن تقضي يومين في بيت الهام بجبل لبنان. تصادف شهيرة، مرة ثانية أثناء قيادتها المتهورة، الدكتور ماجد وتتحول حوادث السيارات إلى صداقة بين شهيرة وماجد ولكنه يعود ويتذكر ياسمين في أوقات سعادته وجولاته مع شهيرة، وفي فراش بيت ماجد يجد حبيبته تبكي ولا تسمح له بالتمادي معها. تحدث المفاجأة عندما تأتي مايسة إلى بيت ماجد، وهى تملك نسخة من مفتاح بيته، لتجد شهيرة بصحبته وتغادر غاضبة وكذلك تفعل شهيرة وهي ترى فيه الشاب متعدد العلاقات ولكنه يعترض طريقها ويعترف لها بحبه ويطلب أن يتزوجها. تغادر شهيرة بيت ماجد وهي سعيدة باعترافه بحبها وعند موقف سيارتها تظهر مايسة وهي تسجل رقم السيارة. يعود حازم من سفره ليجد شهيرة تطلب الطلاق ويبدأ حازم في مراقبتها لمعرفة شخصية عشيق زوجته، ومن ناحية أخرى تكتشف مايسة كل شيء عن شهيرة وزوجها حازم وتقوم بإبلاغ ماجد بحقيقة حبيبته الجديدة التي تسببت في نسيانه ياسمين. يغضب ماجد مما ذكرته مايسة ويأخذ منها مفتاح بيته ويطردها ويتوعدها إذا رآها مرة أخرى. يحاول حازم حل مشكلته مع شهيرة ويطلب تدخل الهام دون جدوى، وهنا يبدأ حازم في رسم خطة لقتل زوجته والصاق التهمة بعشيقها بعد أن قام حازم بتسجيل مكالمة بين شهيرة وماجد الذي ينهي المكالمة بقوله: "وجودك في الدنيا حرام". تتواصل مايسة مع حازم لتخبره بقصتها مع ماجد وتخبره أنها أفسدت العلاقة بين حبيبها ماجد وشهيرة. يبدأ حازم خطته بالسفر إلى عمان بالأردن والعودة بجواز سفر مزور تحت اسم "عبد الله عدنان" ليقتل شهيرة ويعود إلى الأردن ليقدم إلى لبنان باسمه الحقيقي. تتواصل مايسه مع ماجد وتطلب مقابلته للمرة الأخيرة وتخبره أنها عثرت على ياسمين وأنه سيجدها بصحبتها. يلتقي ماجد وياسمين، وأثناء هذا اللقاء وبمجرد سفر حازم إلى عمان تسارع شهيرة لبيت ماجد وهناك يصل حازم ليقتلها ويترك إلى جوارها جهاز التسجيل وشريط اعتراف ماجد بأن شهيرة "حرام وجودها في الدنيا" وأيضا المسدس، سلاح الجريمة، الذي لا يحمل أي بصمات. يبكي حازم بجوار جثة شهيرة ويترك مسرح الجريمة ليصل ماجد ويجد سيارة شهيرة أسفل بيته ويصعد مسرعاً ليجدها مقتولة وبجوارها مسدس، وعندما يلتقطه يصل رجال الشرطة. يبدأ المحقق (غسان مطر) مواجهة ماجد بأدلة الإثبات بينما يتوجه حازم إلى بيت مايسة ويصطحبها للوصول إلى ياسمين التي يمكنها تبرئة ماجد إذا أكدت وجودها معه وقت ارتكاب الجريمة. تسارع ياسمين للذهاب مع مايسة في سيارة حازم لإنقاذ حبيبها من قبضة الشرطة ولكن حازم يعرج بسيارته لمكان مجهول. تحاول مايسة الهرب فيطلق عليها حازم الرصاص وتسقط صريعة ويقوم باحتجاز ياسمين لحين صدور الحكم على ماجد. ينجح ماجد في الفرار من الشرطة بينما تكتشف جثة مايسة ويظن الجميع أن ماجد هرب وقام بقتل مايسة. يقوم ماجد بمراقبة حازم حتى يصل إلى مكان احتجاز ياسمين ويحدث صراع ويتمكن ماجد من اصطحاب حازم تحت التهديد إلى المحقق الذي يتلقى تقرير الطب الشرعي يفيد بأن القتيلة شهيرة عذراء، وهنا يجن جنون حازم ويعترف بفعلته. 

## وصلات خارجية
- مقالات تستعمل روابط فنية بلا صلة مع ويكي بيانات
- نساء ضائعات على موقع الدهليز
- نساء ضائعات على موقع كاروهات